# 宮崎県総合自動車運転免許センター

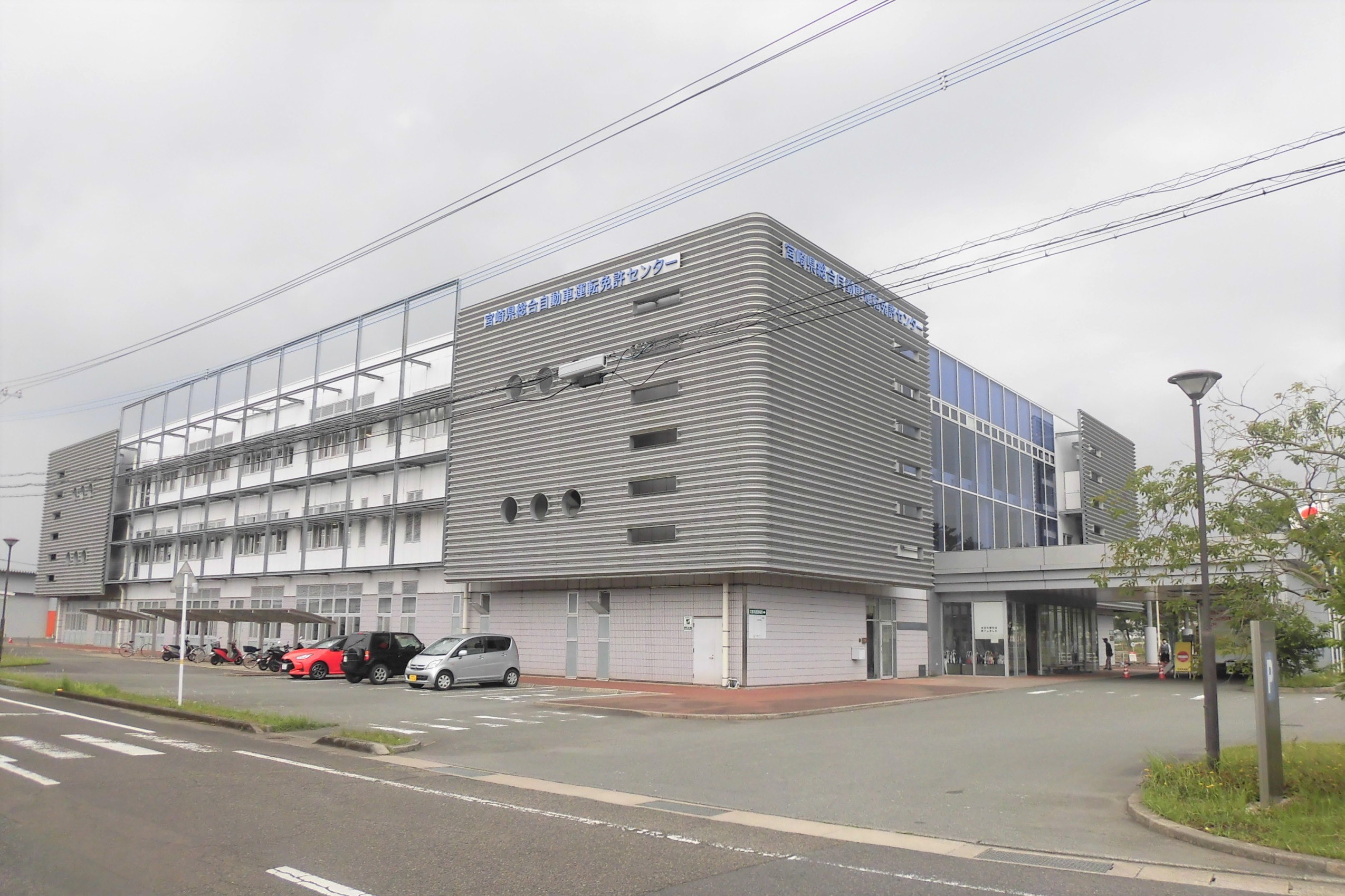
宮崎県総合自動車運転免許センター

宮崎県総合自動車運転免許センター（みやざきけん そうごうじどうしゃ うんてんめんきょセンター）は、宮崎県宮崎市阿波岐原町前浜4276-5にある宮崎県警察が管理する運転免許試験場。『宮崎県警察本部自動車運転免許試験場』や『宮崎運転免許試験場』といった名称もみられる。

## 概要
2010年8月から建設を進め、2012年1月4日に供用開始した。また、これまで同敷地にあった宮崎運転免許センター（免許更新・更新時講習業務、1981年完成）および宮崎県自動車運転免許試験場（筆記・技能試験業務、1966年完成）の機能を統合した。
宮崎県に3ヵ所存在する運転免許試験場のうち、唯一技能試験を実施する。
敷地内に宮崎県警察本部一ツ葉庁舎を併設し、宮崎県警察交通機動隊および自動車警ら隊本部を置く。なお、交通機動隊および自動車警ら隊本部は、2028年をめどに一ツ葉庁舎と高岡警察署を統合し国富町に設置される宮崎西警察署（仮称）内への移転が予定されている。

## 所在地
- 〒880-0835　宮崎県宮崎市阿波岐原町前浜4276-5（北緯31度55分50.4秒 東経131度27分41.4秒 / 北緯31.930667度 東経131.461500度）

## 交通機関
- バス:宮崎交通 - 一ツ葉線で宮交シティから所要32分

## 周辺施設
- 宮崎港
- イオンモール宮崎
- シーガイア